# Follicolo pilifero

Struttura del follicolo pilifero

Il follicolo pilifero è una struttura particolare della pelle che produce le cellule che andranno a costituire il pelo. Strettamente correlato alla presenza del pelo è presente su quasi tutta la superficie corporea ad eccezione delle regioni chiamate di pelle glabra come il palmo delle mani, la pianta dei piedi, la falange distale delle dita, le labbra, il prepuzio, il glande, il clitoride, le piccole labbra e la superficie interna delle grandi labbra.
In tutti gli altri distretti si assiste ad una variabilità di numero, dimensione e morfologia individuale e legata al sesso. In queste sedi la crescita dei peli si manifesta come carattere sessuale secondario.

## Struttura
Il follicolo pilifero è un'introflessione dell'epidermide a forma di sacco che presenta una dilatazione in profondità, detta bulbo, che continua con il colletto restringendosi fino allo sbocco sull'epidermide. Il follicolo fa parte, insieme al pelo e alla ghiandola sebacea annessa, del complesso pilosebaceo.
È costituita da una parte epiteliale, l'epidermide del follicolo e una parte connettivale, la membrana vitrea che continua con il derma sottostante.

### Epidermide del follicolo
L'epidermide del follicolo, che forma la parete del follicolo stesso, è formata da una serie di strati epiteliali sovrapposti. Questa stratificazione cambia dalla parte più profonda a quella più superficiale, il colletto. Il limite tra le due strutture viene definito dallo sbocco della ghiandola sebacea annessa e dall'inserzione del muscolo erettore del pelo.

#### Porzione profonda
La porzione profonda è costituita da due guaine:
- la guaina esterna della radice: a livello del bulbo è composta da una singola fila di cheratinociti che si espande salendo fino al colletto;
- la guaina interna della matrice: presente solo in questa porzione, è ulteriormente divisa in tre strati, che dal più esterno al più interno (rispetto al pelo) sono:
  - lo strato di Henle: un unico strato di cellule aderenti alla guaina esterna;
  - lo strato di Huxley: 1-3 strati di cellule corneificate;
  - la cuticola della guaina interna: formata da squame cheratinizzate.

Queste strutture a livello dello sbocco della ghiandola sebacea degenerano lasciando posto al colletto.

#### Colletto
Nel colletto la parete è formata dalla cuticola del follicolo e dalla guaina esterna della radice e da un sottile strato interposto formato dal sebo e dai detriti della guaina interna.

### Membrana vitrea
La membrana vitrea può essere divisa in ulteriori due strati: uno profondo in contatto con il connettivo formato da fibre elastiche e collagene longitudinali e uno legato allo strato epiteliale che invece è formato da fasci di collagene disposti in circolo. Tra i fasci di fibre sono presenti vasi e abbondanti terminazioni nervose amieliniche denominate canestri  o reticoli perifollicolari. La parte di derma che riveste il bulbo del follicolo viene chiamata papilla del pelo.

### Bulbo pilifero
Il bulbo pilifero è la parte più profonda del follicolo e, in quelli più lunghi, può arrivare all'ipoderma. È la zona deputata alla generazione di tutte le componenti del pelo e del follicolo pilifero. Intorno alla papilla dermica si costituisce la parte di bulbo che dà vita al pelo, formata da uno spesso strato di cellule epiteliali poliedriche e indifferenziate, che costituiscono la matrice del bulbo. Tali cellule, in maniera analoga allo strato basale dell'epidermide, si riproducono differenziandosi in cheratinociti che formano le tre strutture del pelo: midolla, cuticola e corteccia. Appena sopra la matrice è presente lo strato di differenziamento, la zona cheratogena. La cheratinizzazione delle cellule termina a livello del colletto follicolare. Le cellule più periferiche, invece, vanno a costituire le pareti del follicolo pilifero. I melanociti, invece, anch'essi presenti in questa regione, si dispongono radialmente intorno alla papilla e si insinuano con i loro prolungamenti attraverso le prime file di cellule soprastanti.

## Annessi
Legati strutturalmente al pelo sono i muscoli erettori dei peli e le ghiandole sebacee.

### Ghiandola sebacea
La ghiandola sebacea è una piccola ghiandola con uno o due alveoli e un dotto escretore che sbocca nel colletto del follicolo. Tutto il complesso è situato, insieme al muscolo erettore, nella parte ottusa dell'angolo che si forma fra follicoli e superficie cutanea. Il loro ruolo è la produzione del sebo per la lubrificazione.

### Muscolo erettore del pelo
I muscoli erettori dei peli o muscoli piloerettori o muscoli orripilatori sono delle piccole strutture muscolari che prendono origine dal derma papillare, appena sotto l'epidermide, e che si inseriscono nella membrana vitrea del follicolo appena sotto lo sbocco delle ghiandole sebacee. Come queste ultime sono situati nella parte ottusa dell'angolo formato con la superficie cutanea. I muscoli mancano in alcuni peli del volto, nelle ciglia, nelle vibrisse (peli nasali) e nei tragi (peli auricolari). La loro contrazione indotta da fibre nervose adrenergiche provoca una compressione delle ghiandole e il raddrizzamento del pelo.

## Ciclo del follicolo pilosebaceo
La matrice del bulbo pilifero non è in continua produzione di cellula ma segue un ciclo secondo il quale il follicolo entra in una fase quiescente con espulsione del pelo, una fase di riposo e una fase di ricrescita. Questo ciclo riguarda i follicoli piliferi già esistenti alla nascita e non la formazione di nuovi follicoli, il cui numero è lo stesso (o meno) di quelli presenti alla nascita. Il ciclo è composto da tre fasi: anagen, catagen e telogen. Il ciclo è indipendente per ogni follicolo e quindi il numero di follicoli quiescenti o a riposo non è costante.

### Anagen
L'anagen è la fase di crescita e morfogenesi che è contraddistinta dalla ripresa di attività della matrice (spinta dalle cellule della papilla e del colletto) con la ricostruzione del bulbo. La fase di anagen è suddivisa in ulteriori 6 fasi, che vengono raggruppate in: protanagen (comprendente le fasi di anagen I, anagen II, anagen III e anagen IV), mesanagen (corrispondente ad anagen V) e metanagen (anagen VI).

#### Protanagen
Il protanagen il bulbo riprendere a crescere e a formarsi completamente insieme alla crescita del pelo:
- anagen I: il bulbo comincia a formarsi verso l'interno e la papilla dermica;
- anagen II: il bulbo che si ingrandisce comincia a circondare la papilla dermica;
- anagen III: la papilla dermica è completamente circondata dal bulbo neoformato, ma non ancora pienamente sviluppato; il pelo sta cominciando a formarsi;
- anagen IV: tutte le strutture del follicolo sono complete e il pelo ha ormai raggiunto il colletto pilifero.

#### Mesanagen
Nel mesanagen la crescita del pelo continua in modo costante e rapido. A livello della matrice, la crescita aumenta dalle 5 alle 10 volte.

#### Metanagen
Durante la metanagen il ritmo elevato di crescita è mantenuto per un tempo variabilie, che può andare da qualche settimana a sette anni per il cuoio cappelluto femminile.

### Catagen
Il catagen è la fase successiva all'anagen ed ha una durata di 15 giorni circa nei capelli più lunghi. In questo periodo l'attività della matrice cessa, la membrana vitrea si inspessisce intorno al bulbo e i prolungamenti dei melanociti si contraggono lasciando il pelo depigmentato. Le cellule del bulbo vengono eliminate lasciando la papilla scoperta, mentre la parte più profonda del pelo si atrofizzano a formare un ammasso claviforme che rimane in contatto con la papilla grazie ad un cordone epidermico. La struttura rigonfiata del pelo gli consente di resistere nel follicolo se non viene perduto per una semplice trazione.

### Telogen
La riduzione del pelo raggiunge il suo apice durante il telogen, la fase di riposo, che può durare fino a 3-4 mesi. La papilla si riduce ad una piccola sfera che rimane nella parte più profonda del follicolo.